# Paris - The song of a great city
Paris, A night piece – The song of a great city is een compositie van Frederick Delius.

## Geschiedenis
Delius had een haat-liefdeverhouding met Engeland. Hij was er geboren, maar verbleef liever ergens anders. Dat kon Duitsland, de Verenigde Staten of Frankrijk zijn, feit is dat hij zich nergens zo thuis voelde als in Frankrijk. Hij had 30 mei 1899 een concert gefinancierd, waarbij alleen zijn eigen werk werd gespeeld. De volgende ochtend al vertrok hij naar Grez-sur-Loing om daar de eerste schetsen van zijn nieuwe werk uit te werken. 
Dat het hem menens was blijkt uit het lange voorwoord dat de (latere) partituur siert:
Mysterious city
City of pleasures
Of gay music an dancing
Of painted and beautiful women -
Wondrous city!
Unveiling but to those who,
Shunning day
Live through the night
And return home,
To the sound of awakening streets
And the rising dawn.
Hij omschreef Parijs dan wel in het Engels, het was Paris niet gegund om (toen) in Engeland uitgevoerd te worden. Daarvoor vond hijzelf het waarschijnlijk ook te zwierig. De eerste uitvoering vond plaats in het Duitse Elberfeld, waarmee Delius een goede binding had. Hans Haym gaf leiding aan de première op 14 december 1901, dat het werk speelde als Paris, Ein Nachtstück. Het duurde vervolgens ruims zes jaar voordat Thomas Beecham het aandurfde, het was toen 11 januari 1908 toen het werk werd uitgevoerd door het Royal Liverpool Philharmonic Orchestra in Liverpool, ver weg van die andere grote wereldstad Londen. Beecham had nog wel wat aan het werk gesleuteld. Gedurende de daaropvolgende jaren was het populair als balletmuziek van de Sadler's Wells Ballet Company en in de jaren 40 en 50 kwam het regelmatig voorbij in de Proms-concertserie. Daarna verdween het aldaar. Vanaf 1984 kwam het niet meer aan bod, in 2012 stond het ineens weer op de lessenaar. Het werd toen gespeeld onder leiding van Charles Dutoit, een specialist in Franse muziek.

## Muziek
Het werk bleek uit te monden in een nocturne (muziek van de nacht), de muziek geeft de nacht in Parijs weer. In een langzaam tempo, adagio, ontwaakt de stad. Resten van de drukke avond daarvoor zijn nog te horen in een nog trager molto-largamente. De muziek komt maar langzaam op stoom, want er wordt afgeremd met een poco piu tranquillo (nog iets langzamer). Het is tijd voor de romantiek in de nachtelijke uren. De liefde wordt weergegeven door de altviool, die het tempo traag houdt (adagio). Het geheel blijft lichtvoetige dansmuziek afgewisseld met uitbarstingen. Een van de uitbarstingen is uitbundig en ineens zit er vaart in het werk. Een allegretto grazioso barst los, gevolgd door een opzwepend Tempo alla marcia. Vanaf dan is het uitbundigheid troef, een vivace remt nog wel af naar een allegretto, maar al snel wordt het tempo prestissimo en de muziek is weer uitbundig. Net als andere werken van Delius laat Paris een (plotselinge) ineenstorting horen. Tempo en dynamiek vallen stil en het werk gaat als een nachtkaars uit. Iedereen in Parijs is moe, maar de dag moet nog beginnen.    

## Orkestratie
- 3 dwarsfluiten (III ook piccolo), 3 hobo’s,  1 althobo, 3 klarinetten, 1 basklarinet, 3 fagotten, 1 contrafagot
- 6 hoorns, 3 trompetten, 3 trombones, 1 tuba
- twee stel pauken,  percussie (grote trom, glockenspiel, tamboerijn, castagnetten, triangel, bekkens), 2 harpen
- 32 violen (16 eerste, 16 tweede), 12 altviolen, 12 celli, 12 contrabassen

## Discografie
Het werk heeft het moeilijk in de laatste helft van de 20e eeuw en het begin van de 21e. Er zijn wel opnamen beschikbaar, maar die zijn vaak verpakt in verzamelalbums met historische opnamen.  